# Minuskel 73
Minuskel 73 (in der Nummerierung nach Gregory-Aland), ε 260 (von Soden) ist eine griechische Minuskelhandschrift des Neuen Testaments auf 291 Pergamentblättern (25,1 × 20,7 cm). Mittels Paläographie wurde das Manuskript auf das 12. Jahrhundert datiert. Die Handschrift ist vollständig. 

## Beschreibung
Die Handschrift enthält den Text der vier Evangelien. Er wurde einspaltig mit je 23 Zeilen geschrieben. Sie enthält die Eusebischen Tabellen, Listen der κεφαλαια, κεφαλαια, τιτλοι, Ammonianische Abschnitte (Matthäus 341, Markus ?, Lukas 349, Johannes 229), den Eusebischen Kanon, Lektionar-Markierungen und Bilder.

## Text
Der griechische Text des Kodex repräsentiert den Byzantinischen Texttyp. Kurt Aland ordnete ihn in Kategorie V ein. Er gehörte zur Textfamilie Kx.

## Geschichte
Die Handschrift kam 1724 von Konstantinopel nach England und gehörte dem Erzbischof von Canterbury William Wake (1657–1737), zusammen mit den Minuskelhandschriften 74 und 506-520. Wake schenkte die Handschrift dem Christ Church College in Oxford. Die Handschrift wurde von Richard Bentley untersucht. Caspar René Gregory kollationierte sie 1883.
Der Kodex befindet sich zurzeit in der Christ Church College unter der Signatur Wake 26 in Oxford.